# Papparapatti (Dharmapuri)
Papparapatti es una ciudad y nagar Panchayat situada en el distrito de Dharmapuri en el estado de Tamil Nadu (India). Su población es de 12174 habitantes (2011). Se encuentra a 20 km de Dharmapuri.

## Demografía
Según el censo de 2011 la población de Harur era de 12174 habitantes, de los cuales 6091 eran hombres y 6083 eran mujeres. Papparapatti tiene una tasa media de alfabetización del 81,69%, superior a la media estatal del 80,09%: la alfabetización masculina es del 89,03%, y la alfabetización femenina del 74,35%.